# Rarities (The Soviettes)
Rarities is het vierde album en tevens het eerste verzamelalbum van de Amerikaanse punkband The Soviettes. Het album is een verzameling van het minder bekende werk van de band, waaronder vroege ep's.

## Nummers
1. "Hot Sauced and Peppered" - 2:34
2. "In the Red" - 1:21
3. "Go Lambs Go!" - 1:58
4. "Sandbox" - 1:25
5. "Matt's Song (Split Version)" - 2:46
6. "Sixty Days" - 2:03
7. "Latchkey" - 2:51
8. "Sunday AM" - 2:51
9. "The Nine To Life" - 2:35
10. "gossip@whogivesashit.com" - 1:53
11. "Twin Cities Sound" - 1:55
12. "30 Minutes or Less" - 1:37
13. "Mazacon" - 1:45
14. "Alright" - 1:33
15. "Plus One" - 1:19
16. "Old Man Reading a Book" - 1:59
17. "The Best of Me" - 1:33
18. "LPIII Original Intro" - 1:09